# オメガ・スプリーム
オメガ・スプリーム (Omega Supreme) は、タカラトミーとハズブロ製作のトランスフォーマーシリーズに登場するキャラクター。『スーパーリンク』『アニメイテッド』『ウォー・フォー・サイバトロン・トリロジー』などでは「・」（中黒）を付けずにオメガスプリームとも表記される。ここではその派生キャラについても記載。

## G1（初代）シリーズ
第1作第1期から登場。戦車およびロケットとその発射台を備えた防衛基地に変形し、サイバトロンの最終防衛線となる警備員。
声を担当したのは、英語版がジャック・エンジェル、日本語版第1作第1期が玄田哲章、日本語版2010（第1作第2期）では江原正士。
ロケットをモチーフにしたキャラのためか、頭部が他のトランスフォーマーにはない宇宙服のヘルメットのようなデザインで、その独特のプロポーションも宇宙服のようなずんぐりとしたものである。右手の指は三つ叉に分かれた爪状で、左手はそれ自体が銃のような形状。この独特のデザインは、後の派生作品に登場する同名のキャラにも随所で受け継がれていく。その他の特徴として、頭部にレーザーキャノンを装備していることが挙げられる。
合体兵士、合体戦士たちと同等か、それ以上の巨躯と剛力を誇り、その巨体から生まれる強力なパワーであらゆるデストロンを圧倒する。右手のクローは山腹を砕き、左手のプラズマ・ブラスターで厚さ12インチの鋼鉄をも粉砕する。その強大なパワーと、デストロン軍団を憎む狂戦士としての無慈悲さで敵に恐れられているだけでなく、味方のサイバトロン戦士たちからも畏敬の念を持って見られることがある。
ビルドロンが合体したデバスターをライバル視しているが、かつてはビルドロンたちとは友人同士だった。しかし、メガトロンが生みだした善良なロボットの心を悪に変える洗脳マシン、ロボスマッシャーによってデストロンへと洗脳されたビルドロンによって自身もロボスマッシャーを浴びてしまった。ロボスマッシャーに完全に洗脳される前に呪縛から逃れたオメガ・スプリームであったが、その後遺症による感情の欠落によって無愛想になり、そんな自分を生み出す原因となったデストロンやビルドロンへの復讐心が強い。
仲間のサイバトロンを助ける際には自分自身に及ぶ危険も恐れないため、サイバトロンにとっては頼りになる存在である。また、第32話「スカイゴッド（The God Gambit）」などでは宇宙船として活用されるなど、スペースブリッジを持たないサイバトロンにとっては大きな機動力でもある。しかし、宇宙飛行は大量のエネルギーを消費し、自身への負担も決して小さくないようである。第32話では土星の衛星であるタイタンに向かう際にエネルギーを大量に消費し、到着後はトランスフォームも行動も不可能という事態に陥り、電気の河に落ちそうになってパーセプターがエネルギーを補給するまで動けなくなっていた。第43話「ベクターシグマの鍵 パート2（The Key to Vector Sigma PART2）」では、地球とセイバートロンとの往復による無理がたたって、エアーボットを積んで地球に戻った際に体が大爆発を起こして修理を余儀なくされた。第60話「ひきおこされた戦争（War Dawn）」でも、セイバートロン星に到着したものの、エネルギー不足や故障で行動不能となってしまう。他にも第38話「パニック・ザ・クレムジーク（Kremzeek）」では、絶縁処理を施されなかったために、クレムジークによって電気回路を麻痺されて動けなくなるなど、不運に見舞われることも多い。
変形シーンは両手パーツが分離して、クロー部分がノズル、ブラスターがロケットの先端部となり、飛行シーンではこの部分だけが独立したり、胴体背部の発射台が繋がったまま飛んでいたりするシーンがある。胴体前部の戦車部分は、砲撃に使用され、ロボットモードの頭部からも発射できる。ロケットで他の惑星に移動した際には、ロケット単独やその惑星に設置されている発射台を用いてトランスフォームすることが可能。基地モードのレールを真っ直ぐに伸ばし、橋に使った後同じく自分自身である戦車とロケットとその発射台もレールで移動したこともあった。
2010（第1作第2期）では、ロケットモードにて左右分割すると、そこから胴体パーツが現れる奇妙な変形シーンも描かれた。

### G1（初代）シリーズでの活躍
『戦え!超ロボット生命体トランスフォーマー』
第31話「ゴールデンラグーンの秘密（The Golden Lagoon）」にて初登場。ゴールデンラグーンを纏って不死身状態となったデストロン軍団に為す術もなく倒されてしまう。後にオメガ・スプリームもゴールデンラグーンを纏い、デストロン軍団に逆襲する。
第35話「オメガ・スプリームの秘密（The Secret of Omega Supreme）」では、仲間だったビルドロンのメンバーに自分が警備していたクリスタルシティを破壊され、追い打ちをかけるように、洗脳マシン・ロボスマッシャーにより感情を失ってしまった過去が描かれた。
命令には比較的忠実だが、ビルドロンとの戦いでは400万年かけてビルドロンを追い続けたこともあって、ビルドロンへの復讐を優先するあまり、コンボイの命令を無視してしまったこともあるものの、コンボイから「人生には復讐よりも大切なことがあると分かる日がくる」と諭され、涙をこぼしつつ「その日はきっと近い」と答えている。以降ビルドロン達を執拗に狙わなくなった。
第60話「ひきおこされた戦争（War Dawn）」では、オメガ・スプリームに似た巨大警備ロボットガデプが登場。両者の関連は語られておらず、容姿が似ている理由も不明。
『戦え!超ロボット生命体トランスフォーマー2010』
第21話「2010年の大放送（The Big Broadcast of 2006）」に登場。スカイリンクスに代わって、ロディマスコンボイたちを惑星ジャンキオンまで運んだ。
第25話「グリムロックの新しい頭脳（Grimlock's New Brain）」では、別任務に就いていると語られるのみ。
第9話「時の罠（Forever Is a Long Time Coming）」では、オメガ・スプリームやガデプに似た巨大ロボットガデポが登場。やはり三者の関連は語られておらず、容姿が似ている理由も不明。
『トランスフォーマー ザ☆ヘッドマスターズ』
劇中には登場しないが、外宇宙探査に旅立ったとされている。

### G1（初代）シリーズ準拠の玩具
トランスフォーマーの玩具、特に初代の時期には、ハズブロ社は日本の玩具メーカータカラなど他社からトランスフォーマーとは無関係の変形ロボット玩具のOEM供給を受け『TRANSFORMERS』シリーズとして発売していた（こうしたキャラクターは同時にアニメにも登場）。1985年に発売されたオメガ・スプリームもその一つであり、元は日本の玩具メーカートイボックスが1984年に発売した「スーパーチェンジロボ メカボット-1（メカボットワン）」である。いわば、オメガ・スプリームは「メカボット-1（メカボットワン）」のリカラー商品であった。
玩具は設定通り両腕がロケット部に変形するギミックの他、戦車部分が単三電池二本を使用し電動走行する。これによって戦車モードでのレール移動と、ロボットモードでの電動歩行（すり足歩行）を再現している。戦車モードでは砲塔となる頭部は手動で旋回し、頭部レーザーキャノンも手動で俯仰する。戦車部分を載せるレール部分は、背部翼になり、玩具ではこの背部翼の組み合わせによって劇中に無い、玩具オリジナルの変形が出来る。
日本では放映当時、トランスフォーマーの玩具を販売していたのはタカラであったため、オメガ・スプリームは版権の問題により発売が見送られた。これはメカボット-1（メカボットワン）の開発、製造元がライバル企業のトミーだったことに起因する（トミーがトイボックスから依頼されたOEM製品であった）。2006年、タカラがトミーと合併しタカラトミーとなり権利問題が解消され、のちに金型も旧トミーに保存されていたことが判明。トランスフォーマー アンコールで待望のオメガ・スプリームが復刻されることとなった。2008年6月26日発売。リデコされた点として、アニメに準拠した顔を新造し追加している（ただし目と鼻だけであり口の部分までは再現されていない）。これまでのモデルでは頭部バイザー下にはただ麦球があるだけだったが、顔が追加されたことでLED点灯で目が光る様子が再現されている。
さらに、e-HOBBY SHOPネット通販にてアンコール版オメガ・スプリームをリカラーした「e-HOBBY限定 TF コレクターズエディション ガデプ」が限定販売された。2008年9月発売。

#### G1（初代）シリーズ準拠のその他の玩具
スーパーコレクションフィギュア トランスフォーマー ジェネレーション1
彩色済みコレクションフィギュア。ACT-5「超神マスターフォース編」にラインナップ。ピューター版も存在する。

## アクションマスター
玩具シリーズ『トランスフォーマー アクションマスター』のヨーロッパ展開では、非変形フィギュアであるアクションマスターに変形ギミックを加えたアクションマスターエリートのラインナップに、陸上攻撃員オメガ・スプリームが登場。綴りは「Omega Spreem」となっている。
レーザータンクに変形し、その変形とヘルメット状の頭部処理がG1（初代）版オメガ・スプリームを彷彿とさせるが、名前と姿が似ている以外には、特に関連が無いキャラとなっている。日本未発売。

## スーパーリンク
アニメ『トランスフォーマー スーパーリンク』では賢神 オメガスプリームとして第34話にて初登場。かつてユニクロンを封印した伝説のトランスフォーマーという設定がある。
頭部に変形する小型TF・オメガが本体。全体のラインはアクションマスター版オメガ・スプリームと似ている。オメガバトルシップとオメガトレインに変形、本体が合体するとオメガフォートレスになる。グランドコンボイと合体するとオメガコンボイになる。
合体に関してはグランドコンボイに「君の命を削ることになるかも知れない」と警告し、実際、戦闘後にグランドコンボイは強力なパワーの負荷で倒れることもあった。ユニクロンとの戦いでは、ユニクロンに匹敵するサイズに巨大化して打ち倒した。
声を担当したのは、日本語版が三宅健太、英語版がスコット・マクニール。

### スーパーリンク準拠の玩具
2004年9月15日に発売。サイズは海外の基準で言うところのSupreme（スプリームクラス）。グランドコンボイと合体してオメガコンボイに合体可能。

#### スーパーリンク準拠のその他の玩具
ハイパートランスフォーマー
彩色済みコレクションフィギュア。同弾にラインナップされているウイングコンボイの頭部パーツとオメガスプリームの頭部を差し替えでオメガコンボイを再現可能。

## アニメイテッド
アニメ『トランスフォーマー アニメイテッド』オプティマスプライム（コンボイ）たちが乗る老朽宇宙船に変形する超巨大トランスフォーマーであり、グレートウォーが終わった後、封印されていたが、隕石探査に駆り出されたオプティマスプライム（コンボイ）がウルトラマグナス/Ultra Magnusから貰い受けた。
元々は対ディセプティコン用の最終兵器として開発されており、単身での飛行、トランスワープが可能だが、大量のエネルギーを浪費するため、一度使用すると再び動き出すまでに時間がかかる。制御と教育はアーシーからオメガスプリームを起動させるのに必要なコード・オメガを受け継いだラチェットが担った。
第41話、第42話にて、ディセプティコン側がオメガスプリームをコピーしたクローン、ラグナッツスプリームが3体登場。
最終決戦では、ラグナッツがオメガスプリームの中枢でラグナッツスプリームをコントロールしていたが、自我を取り戻したオメガスプリーム自身とオプティマスプライム（コンボイ）、そしてプロールとジャズの活躍でラグナッツスプリームと、それを悪用したディセプティコンを敗退させた後、サイバトロン星に帰還した。なお、メガトロンやスタースクリームに支配権を握られた際には顔がメガトロンやスタースクリームのものに変化した。
ちなみに、第1話の冒頭では、記録映像としてガデプが映っているシーンがある。
声を担当したのは、英語版がケビン・マイケル・リチャードソンとフィル・ラマール（第3シーズン）、日本語版が玄田哲章（第1作第1期と同じ）。
なお、アニメイテッドに登場したキャラクターとしてだけではなく、歴代オメガ・スプリームの中で唯一玩具化されていない。

## ウォー・フォー・サイバトロン・トリロジー
ガーディアンズの一員。ガーディアンズは戦争に介入しない方針だが、自身の考えによりサイバトロン星のため、オートボットに加勢する。
声を担当したのは、英語版がキース・シルバースタイン、日本語版が玄田哲章（第1作第1期とアニメイテッドと同じ）。

## 同形キャラ
強力なパワーと巨体ゆえに着目されることが多いキャラで、彼の始祖や、クローンともいえる存在がある。

### ガデプ/Guardian Robots
アニメ『戦え!超ロボット生命体トランスフォーマー』第60話「ひきおこされた戦争（War Dawn）」に登場。900万年前にサイバトロンによって開発され、セイバートロン星での戦いに使われていた巨大警備ロボット。オメガ・スプリームに似ているが、両者の関連は語られておらず、容姿が似ている理由も不明。その名の由来となった言葉は地球の原語に置換すればGroundling Auto-DEstruct Powerbrokerすなわち地表自動破壊型統制機を意味したものだったという。ガデプは量産され、うち一体が頭部を失い行動不能となりスクラップ置き場に長く放置されていた。その巨躯から発せられる力はデストロンにも脅威だったようで、それを知っていたスカイワープ/Skywarpは、スクラップ置き場のガデプを恐れていた。メガトロンはこのガデプの残骸に着目し、サイバトロンを襲わせるように改造したが、スペリオン/Superionによって破壊された。
『2010』DVDボックス同梱のブックレットには「オメガ・スプリームの前身」とある。
オメガ・スプリームよりも太めな体型で、ボディカラーは青。声は城山知馨夫。

### ガデポ/Dark Guardians
『戦え!超ロボット生命体トランスフォーマー2010』第9話「時の罠（Forever is a Long Time Coming）」に登場。セイバートロン星がクインテッサ星人に支配されていた時代、クインテッサ星人が使役していた巨大ロボット。オメガ・スプリームや前述のガデプに似ているが、三者の関連は語られておらず、容姿が似ている理由も不明。ガデポは量産型ロボットで、口からビームを吐くなどオメガ・スプリームやガデプにはない能力もある。
その巨体から発せられるパワーと威圧感で、ロボット奴隷たち（サイバトロンの先祖たち）を抑えつけていた。しかし、ロボット奴隷のリーダーであるA3（後のアルファートリンの若き日の姿）の持つエンブレム（後にサイバトロンのマークとなる）によってガデポは行動不能に陥り無力化。クインテッサ星人による支配を打倒する大きな一歩となった。
『2010』DVDボックス同梱のブックレットには「後にプログラムを書き換えられてガデプとなった」とある。
ガデプとの違いは、ボディカラーが紫、目が赤であること。

### ラグナッツスプリーム/Lugnut Supreme
アニメ『トランスフォーマー アニメイテッド』に登場。オメガスプリームの力に着目したメガトロンは、オメガスプリームを支配しようとするものの、オートボットの活躍や、スタースクリームの裏切りによって失敗。その後、月で宇宙戦艦ネメシスを解体し、そのネメシスの部品を使ってオメガスプリームと同形のクローンロボットである3体を製作。
ラグナッツがオメガスプリームの中枢に座って、3体のラグナッツスプリームをコントロールするが、スタースクリームの妨害とオートボットたちの活躍によって敗れ去った。ボディカラーは青と紫。頭部はラグナッツに酷似しているが、スタースクリームの命令で動くようになってからは顔がスタースクリームのものに変化している。
見た目は顔やボディカラーを除いてオメガスプリームとほとんど同じであり、同型の宇宙船に変形する。
漫画版のザ・クールではエクストラ第3話で登場。アニメ版と比べると出番が少なかった。